# بيت محيملة (ساة)
'

تعديل مصدري - تعديل

بيت محيملة هي إحدى قرى عزلة ساه بمديرية ساة التابعة لمحافظة حضرموت، بلغ تعداد سكانها 106 نسمة حسب تعداد اليمن لعام 2004.